# Кларк (окръг, Кентъки)
Вижте пояснителната страница за други населени места с името Кларк.
Окръг Кларк (на английски: Clark County) е окръг в щата Кентъки, Съединени американски щати. Площта му е 660 km², а населението - 33 144 души (2000). Административен център е град Уинчестър.